# Parc forestier d'Argyll
Pour les articles homonymes, voir Argyll.
Le Parc forestier d'Argyll (Argyll Forest Park) est un parc forestier situé sur la péninsule de Cowal dans la région d'Argyll and Bute, dans les Highlands écossaises. Créé en 1935, ce fut le premier parc forestier créé au Royaume-Uni. Le parc est géré par Forestry and Land Scotland et couvre 211 km².
Du Holy Loch au sud aux Alpes d'Arrochar au nord, le parc comprend une variété de paysages, des hauts sommets aux lochs d'eau douce et d'eau de mer,,,,,.
Une grande partie du parc forestier est situé dans le parc national du Loch Lomond et des Trossachs, créé en 2002. Cependant, les forêts de Corlarach et d'Ardyne à Cowal se trouvent à l'extérieur des limites du parc national mais à l'intérieur du parc forestier.

## Galerie

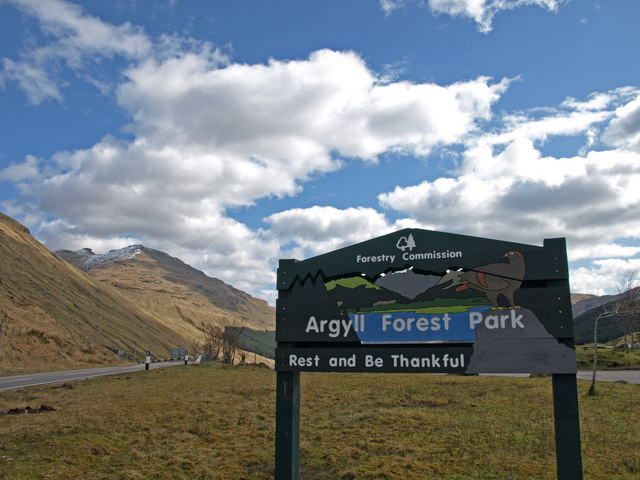
Panneau du parc
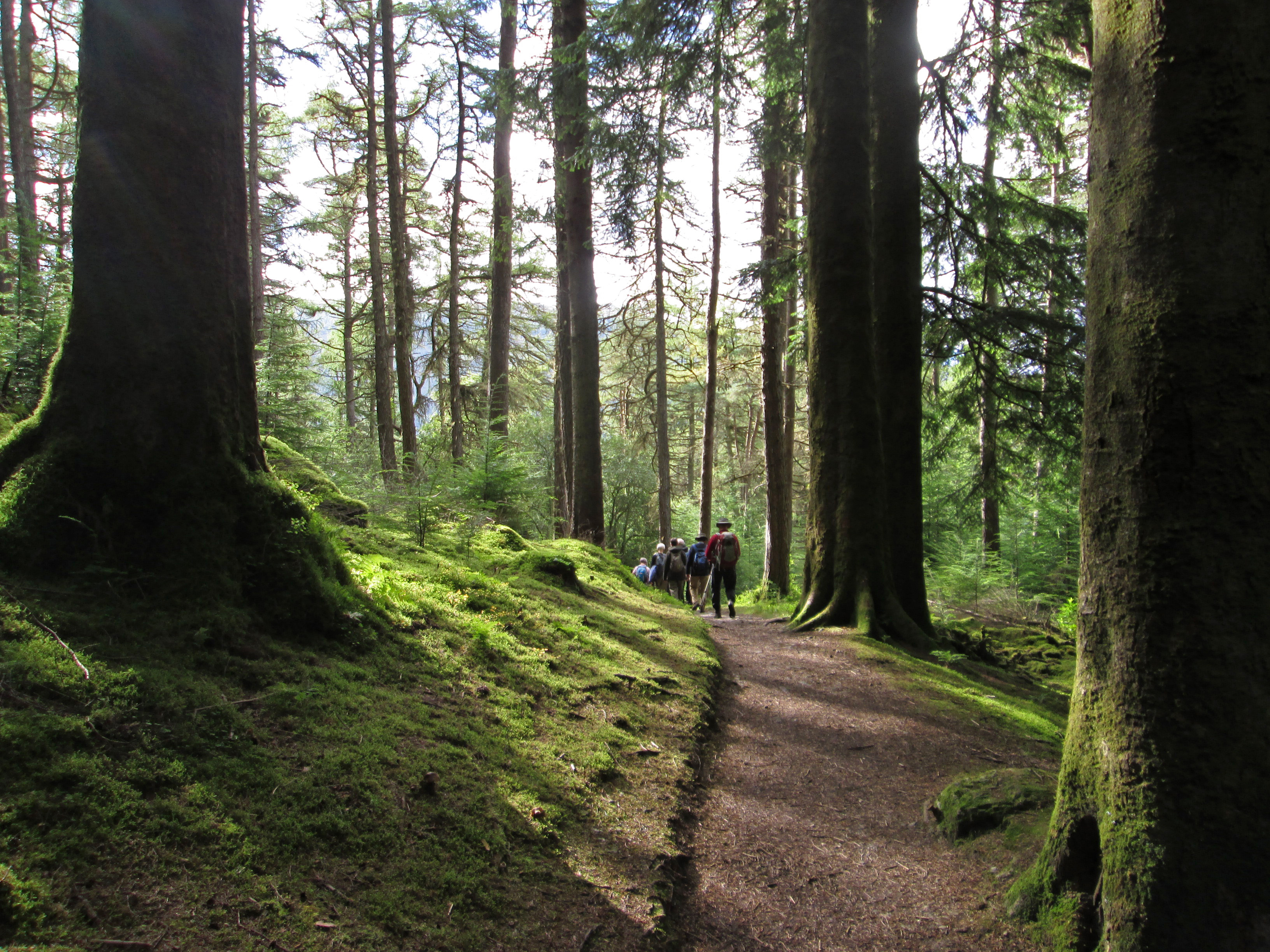
Forêt de Benmore
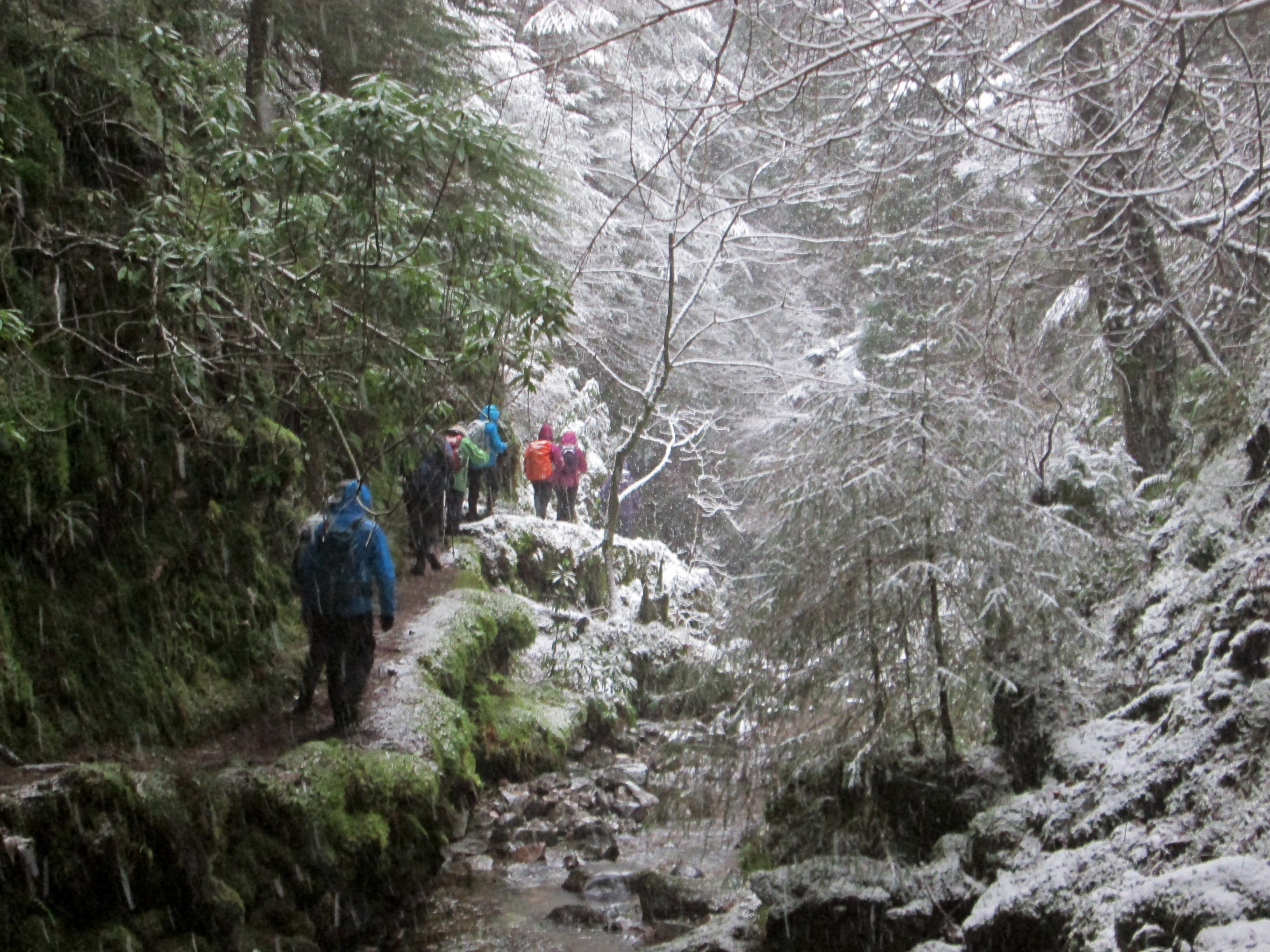
Ravin de Puck's Glen, en hiver
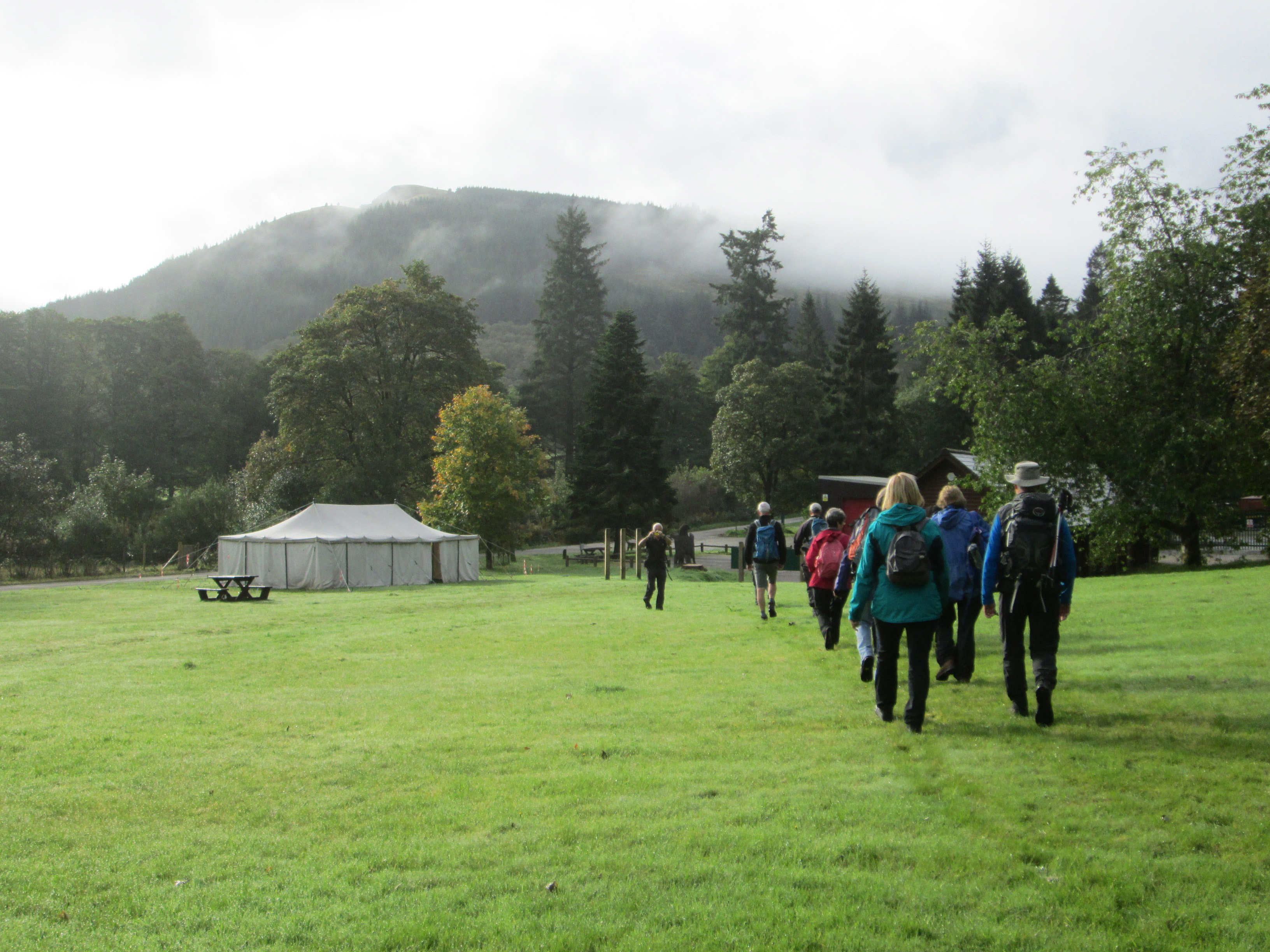
Glenbranter

## Points forts
Forestry and Land Scotland met en évidence les sentiers aux endroits suivants[incompréhensible] :
- Glenbranter, pistes cyclables et promenades, avec des chênes centenaires
- Puck's Glen, sentier dans une gorge rocheuse au milieu des bois
- Benmore, forêt autour du jardin botanique de Benmore, avec des arbres géants
- Kilmun Arboretum, collection d'arbres dans les bosquets
- Ardentinny, sentiers faciles et promenade sur la plage